# Maria Lanc
Maria Lanc (* 1911 als Maria Jenewein; † 15. November 1995) wohnte mit ihrem Gatten, dem Amtsarzt Arthur Lanc, 1944 in Gmünd, Niederösterreich. Das Paar besaß ein Haus in der Kirchengasse 35.
Im Frühsommer 1944 traf ein Transport mit 1700 ungarischen Juden in Gmünd ein, welcher in einem Getreidespeicher untergebracht wurde. Arthur Lanc und seine Frau Maria beschlossen, den Lagerinsassen mit allen notwendigen Mitteln zu helfen, um ihre Leiden zu lindern. Sie sammelten Kleider, Lebensmittel, Medikamente und Säuglings- und Kinderwäsche.
Im Spätherbst 1944 wurde befohlen, dass die Lagerinsassen beim Herannahen der Fronten ins KZ zur Vernichtung überstellt werden sollen. Der Termin für den Abtransport der Juden aus dem Lager wurde für Ende März bestimmt. Dr. Lanc eilte ins Lager und beschloss, drei jüdische Familien – Familie Fisch mit drei Kindern im Alter von fünf, vier und einem Jahr, die jugoslawische Krankenpflegerin Piroska Blau und einen Rechtsanwalt aus Ödenburg, Georg Uhely, zu retten.
In der Nacht flohen die drei Familien durch eine kleine Hintertür des Getreidespeichers. Die Flüchtlinge wurden zuerst beim Oberförster Christ versteckt, anschließend wurden sie bis zum Kriegsende im Haus von Maria und Arthur Lanc untergebracht, im Bewusstsein, dass für eine solche Tat die Todesstrafe angedroht wurde.
Am 16. Dezember 1986 wurde Maria Lanc und ihrem Gatten Arthur vom Yad Vashem in feierlicher Zeremonie in Wien die Ehrenmedaille der „Gerechte unter den Völkern“ verliehen. Im Jahr 2016 wurde in Wien-Leopoldstadt (2. Bezirk) der Lancplatz nach ihr und ihrem Mann benannt.